# Manîlivske, Hlobîne
Manîlivske (în ucraineană Манилівське) este un sat în comuna Kupievate din raionul Hlobîne, regiunea Poltava, Ucraina.

## Demografie
Componența lingvistică a localității Manîlivske
     Ucraineană (96,89%)
     Rusă (3,11%)
Conform recensământului din 2001, majoritatea populației localității Manîlivske era vorbitoare de ucraineană (96,89%), existând în minoritate și vorbitori de rusă (3,11%).